# 朝宮咲
朝宮 咲（あさみや さき）は、日本の女性声優。主にアダルトゲームに声をあてている。役柄は正統派のヒロインからロリータ系、おてんば系、お姉さん系、動物など幅広い役の声を演じている。

## 出演作品
※ 太字はメインヒロイン格。

### ゲーム

#### 2002年
- ヤミと帽子と本の旅人（リリス）

#### 2003年
- 斬魔大聖デモンベイン（アル・アジフ）
- はぁとdeルームメイト（広田明日美）
- マブラヴ（その他）

#### 2004年
- ぷにぷに☆はんどメイド（火代、巻子、若葉、直刃、秋子、モコ、ちびモコ、忍者メイドA）

#### 2005年
- プリンセスうぃっちぃず（雀宮 林檎、キチえもん）

#### 2006年
- プリンセスうぃっちぃず EXCELLENT（雀宮 林檎、キチえもん）

#### 2008年
- コゲとリリスのナハトムジーク（リリス）

### OVA

#### 2003年
- IZUMO 一ノ巻 藍の勾玉（楓、女子生徒）
- 妹汁 一番しぼり（小日向 未卯）
- 恥辱診察室 診察1 金づるをつかめ！（東十条沙月）
- 恥辱診察室 診察2 ～母と娘のフルコース～（東十条沙月）
- 夜勤病棟 Karte.7（秋子）

#### 2004年
- 妹汁 二番しぼり（小日向 未卯）

#### 2005年
- IZUMO THE BEST（楓、女子生徒）

### CD

#### 2005年
- ドラマCD プリンセスうぃっちぃず ドラマちっくCD（雀宮 林檎）- 発売・販売：ぱじゃまレコード

#### 2006年
- ドラマCD プリンセスうぃっちぃず ドラマちっくCDすぺしゃる（雀宮 林檎）- 発売・販売：ぱじゃまレコード